# Wilhelm Beckh
Wilhelm Hermann Adolf Karl Beckh (* 17. August 1836 in Nürnberg; † 3. Juli 1921 ebenda) war ein deutscher Mediziner und Schriftsteller.

## Leben
Als Sohn eines Gutsbesitzers geboren, studierte Beckh Medizin in Erlangen. Während seines Studiums wurde er 1853 Mitglied der Burschenschaft Germania Erlangen. 1865 wurde er zum Dr. med. promoviert. Danach arbeitete er zunächst als praktischer Arzt in Nürnberg und erhielt dort 1878 seine Ernennung zum Oberarzt am Städtischen Krankenhaus. Dort war er bis 1909 Leiter der Abteilung für Geschlechts- und Geisteskranke. Später ernannte man ihn zum Hofrat und im Anschluss wurde er Ehrenmitglied des Ärztlichen Vereins Nürnberg. 1863 wurde er Mitglied des Pegnesischen Blumenordens, dessen Präses er ab 1886 war, 1909 dessen Ehrenmitglied und 1919 dessen Ehrenvorstand.
Er wurde auf dem Johannisfriedhof in Nürnberg begraben. Sein Sohn war Albert von Beckh.

## Veröffentlichungen (Auswahl)
- Die Hebetudo visus ex insufficientia musculi recti interni oculi bei Myopen, ihre Folgen und Therapie. Dissertation Universität Erlangen 1862. (Online)
- Meningitis cerebro-spinalis epidemica und Typhus oder Febris recurrens. Genickkrampf und Sibirische Menschenpest. Nürnberg 1865. (Online)
- Gedichte. Nürnberg 1906.
- Geschichte der Nürnberger Schillerstiftung in den ersten 50 Jahren ihres Bestehens. Nürnberg 1911.